# 局所コンパクト空間
数学において、位相空間 X が局所コンパクト（きょくしょコンパクト、英: locally compact）というのは、雑に言って、X の各点の近傍ではコンパクトであるという性質をもつことである。位相空間がコンパクトであるための条件は非常に厳しく、コンパクトな空間が数学において特殊な位置を占めているのに対して、数学で扱う重要な位相空間の多くが局所コンパクトである。特に局所コンパクトなハウスドルフ空間は数学の中で重要な位置を占める。

## 定義
位相空間 X が局所コンパクトであるとは、任意の点 x ∈ X に対して、x の近傍 U でコンパクトなものが存在することである。
これと類似した以下の様な定義が採用されることもある。
0. 任意の点 x ∈ X に対して、x の近傍 U でコンパクトなものが存在する。
1. 任意の点 x ∈ X に対して、x の閉近傍 U でコンパクトなものが存在する。
2. 任意の点 x ∈ X に対して、x のコンパクトな近傍が x の近傍基をなす。
3. 任意の点 x ∈ X に対して、x のコンパクトな閉近傍が x の近傍基をなす。
ハウスドルフ空間ではこれらは全て同値になる。
(0) はここでの定義であり、この中で一番弱く (1)、(2)、(3) は (0) を含意している。 (3) はこの中で一番強く (0)、(1)、(2) を含意している。
無限集合に補有限位相を入れたものは (0)、(1)、(2) を満たすが (3) を満たさない。
有理数体 Q の一点コンパクト化は (0)、(1) を満たすが (2)、(3) を満たさない。
自然数全体 N0 に「開 ⇔ 0を含む又は空」となる位相を入れた空間は (0)、(2) を満たすが (1)、(3) を満たさない。
前述の例の２つ目と３つ目の空間の直和は (0) を満たすが (1)、(2)、(3) を満たさない。

## 例とそうでない例

### コンパクトハウスドルフな例
任意のコンパクトハウスドルフ空間はもちろん局所コンパクトであり、コンパクト空間の例はコンパクト空間の項目へ詳細を譲るがここでは
- 単位閉区間 [0,1];
- 任意の閉位相多様体;
- カントール集合;
- ヒルベルト立方体

などを挙げておこう。

### コンパクトでない局所コンパクトハウスドルフ空間の例
- ユークリッド空間 Rn (特に実数直線 R) はハイネ・ボレルの被覆定理の帰結により局所コンパクトである。
- 位相多様体は、局所的な性質はユークリッド空間と同じであるから、やはり局所コンパクトである。この例には、長い直線のようなパラコンパクトでないようなものまで含まれる。
- 任意の離散空間は局所コンパクトかつハウスドルフである（これらはちょうど0次元多様体である）。コンパクトになるのはそれが有限集合の場合に限る。
- 局所コンパクト空間の任意の開集合あるいは閉集合は部分空間の位相でふたたび局所コンパクトになる。これにより、単位円板（これは開でも閉でもいい）など、ユークリッド空間の局所コンパクト部分空間の例がさまざまに得られる。
- p-進数の空間 Qp は、カントール集合から一点を除いたものに同相ゆえ、局所コンパクトである。従って、局所コンパクト空間は古典的な解析学におけると同様に p-進解析においても有用である。

### ハウスドルフだが局所コンパクトにならない例
後の節において述べるとおり、ハウスドルフ空間が局所コンパクトならば、それは必ずチホノフ である（チホノフでないハウスドルフ空間の例については該当の項を参照のこと）が、逆に局所コンパクトでないようなチホノフ空間の例は存在する。
- 有理数の空間 Q（に R の通常の位相からの相対位相を入れたもの）は、その任意のコンパクト部分集合が内点を持たないから、それをコンパクト近傍として持つ点も存在しない。
- 座標平面 R2 の部分空間 {(0, 0)} ∪ {(x, y)  |  x > 0} は原点がコンパクト近傍を持たない。
- 実数全体の成す集合 R に 下極限位相（英語版） または 上極限位相（英語版） を入れたもの（片側極限の研究に有用）。
- 無限次元ヒルベルト空間のような、任意のT0な（従ってハウスドルフな）無限次元位相線型空間。

前二者は局所コンパクト空間の部分集合が必ずしも局所コンパクトではないことを示すもので、開または閉な部分集合を考えて前節での例と対照的である。後者は前節のユークリッド空間との対照であり、これははっきりと、ハウスドルフ位相線型空間が局所コンパクトであるための必要十分条件はそれが有限次元（つまりユークリッド空間の場合）であることであると述べられる。あるいはまた、コンパクト空間の例としてのヒルベルト立方体との対比と見れば、この超立方体がヒルベルト空間のどの点の近傍ともならないことから、矛盾しない。

### ハウスドルフでない局所コンパクト空間の例
- 有理数の空間 Q の一点コンパクト化（英語版）はコンパクトゆえ、各点が（閉）近傍を持つという意味では局所コンパクトだが、コンパクト近傍からなる近傍基を持つという意味での局所コンパクト性は持たない。
- 任意の無限集合に特定点位相（英語版）を入れたものは、コンパクト近傍からなる近傍基を持つという意味では局所コンパクトだが、特定点を含む空でない閉コンパクト部分空間は存在しないから各点が閉近傍を持つという意味での局所コンパクト性は持たない。同じことは実数直線に上方位相（英語版）を入れたものについても言える。

## 性質
任意の局所コンパクト前正則空間は、実は完全正則である。この事実から、任意の局所コンパクトハウスドルフ空間がチホノフ (T3½) であることが従う。通常の正則性のほうが、前正則性（ふつうはより弱い条件）や完全正則性（普通はより強い条件）よりも馴染みがあるから、局所コンパクト前正則空間のことは「局所コンパクト正則空間」という言い回しで言及されるのが通例である。同様に、局所コンパクトチホノフ空間は普通は単に「局所コンパクトハウスドルフ空間」と呼ぶ。
局所コンパクト空間の積が局所コンパクトとは限らない。しかしながら、有限個を除くすべてがコンパクトであれば局所コンパクトである。（この条件は必要かつ十分である。）
任意の局所コンパクトハウスドルフ空間はベール空間である。つまりベールの範疇定理の結論「疎 (nowhere dense) な部分集合からなる任意の可算合併は空でない」が成立する。
局所コンパクトハウスドルフ空間 Y の部分空間 X が局所コンパクトであるための必要十分条件は、X が Y の二つの閉部分集合の（集合論的）差に書けること、つまり、 X の閉部分集合と開部分集合の共通部分になることである。その系として、局所コンパクトハウスドルフ空間の稠密部分集合 X が局所コンパクトであるための必要十分条件は、X が Y の開部分集合となることである。さらに言えば、「任意」のハウスドルフ空間 Y の部分空間 X が局所コンパクトならばやはり Y の二つの閉部分集合の差には書けるが、この場合逆は成り立たない。
局所コンパクトハウスドルフ空間の商空間はコンパクト生成 (compactly generated) である。逆に、任意のコンパクト生成ハウスドルフ空間は、ある局所コンパクトハウスドルフ空間の商として得られる。
局所コンパクト空間においては、局所一様収斂とコンパクト収斂の概念は一致する。

### 無限遠点
任意の局所コンパクトハウスドルフ空間 X はチホノフであるから、ストーン-チェックコンパクト化を用いてコンパクトハウスドルフ空間 b(X) に埋め込める。しかし実は、局所コンパクトの場合にはより単純な方法として、X にただ一点のみ余分な点を付け加えることにより X をコンパクトハウスドルフ空間 a(X) に埋め込める、一点コンパクト化がある（一点コンパクト化自体は他の種類の空間にも適用することができるが、a(X) がハウスドルフとなることと X が局所コンパクトハウスドルフであることは同値）。従って、局所コンパクトハウスドルフ空間は、コンパクトハウスドルフ空間の開部分集合として特徴づけられる。
直観的に言えば、a(X) において付け加えられた余分な点は無限遠点と見做せる。つまり無限遠点は X の任意のコンパクト部分集合の外側にあるものと考えることができて、無限遠に飛ばす極限を考えることに関する多くの直観的概念がこの考えの下で局所コンパクトハウスドルフ空間に対しても定式化することができる。例えば、X を定義域とする実数値や複素数値の連続函数が無限遠において消えるとは、与えられた任意の正数 ε に対して X の適当なコンパクト部分集合 K で |f(x)| < ε が K の外側にある各点 x において成り立つものが取れるときに言う。この定義は任意の位相空間 X において意味を持つ。X が局所コンパクトハウスドルフのとき、そのような函数はちょうど X の一点コンパクト化 a(X) = X ∪ {∞} 上の連続函数 g で g(∞) = 0 を満たすものに延長することができる。
無限遠点で消えている複素数値連続函数全体の成す集合 C0(X) は C*-環を成す。実は任意の可換 C*-環は、ある（同相の違いを除いて）一意に定まる局所コンパクトハウスドルフ空間 X 上の C0(X) に同型である。より詳しく述べれば、局所コンパクトハウスドルフ空間の圏と可換 C*-環の圏は双対であることが、ゲルファント表現を用いて示される。この双対性において、X から一点コンパクト化 a(X) を作る操作は C0(X) に単位元を添加 (adjoin) する操作に対応する。

### 局所コンパクト群
局所コンパクト性の概念は、主に任意のハウスドルフな局所コンパクト群 G がハール測度と呼ばれる自然な測度を持ち G 上の可測函数の積分が定義できるという理由によって、位相群の研究において重要である。実数直線 R 上のルベーグ測度はこれの特別の場合である。
位相アーベル群 A のポントリャーギン双対が局所コンパクトとなる必要十分条件は、A が局所コンパクトであることである。さらにきちんと言えば、ポントリャーギン双対性は局所コンパクトアーベル群の圏における自己双対性を定める。局所コンパクトアーベル群の研究は（非可換な局所コンパクト群についても広く扱う）群上の調和解析の基礎を成すものである（非可換調和解析の項も参照）。